# Alexandrina Dietrichstein-Mensdorff-Pouilly
Alexandrina Marie kněžna z Ditrichštejna na Mikulově, hraběnka z Mensdorff-Pouilly (Aline), rozená hraběnka z Ditrichštejna (německy Alexandrine Marie Fürstin von Dietrichstein zu Nikolsburg, Gräfin von Mensdorff-Pouilly, geborene Gräfin von Dietrichstein-Proskau-Leslie, 28. února 1824, Praha – 22. února 1906, Vídeň) byla rakouská šlechtična, jedna ze čtyř dědiček obrovského majetku vymřelého knížecího rodu Ditrichštejnů. Od roku 1862 byla majitelkou velkostaku Mikulov (Nikolsburg) na jižní Moravě. Jejím manželem byl rakouský ministr zahraničí a český místodržitel hrabě Alexandr Mensdorff-Pouilly (1813–1871), který v roce 1869 přijal jméno Dietrichstein s knížecím titulem (Dietrichstein zu Nikolsburg-Mensdorff-Pouilly)

## Životopis

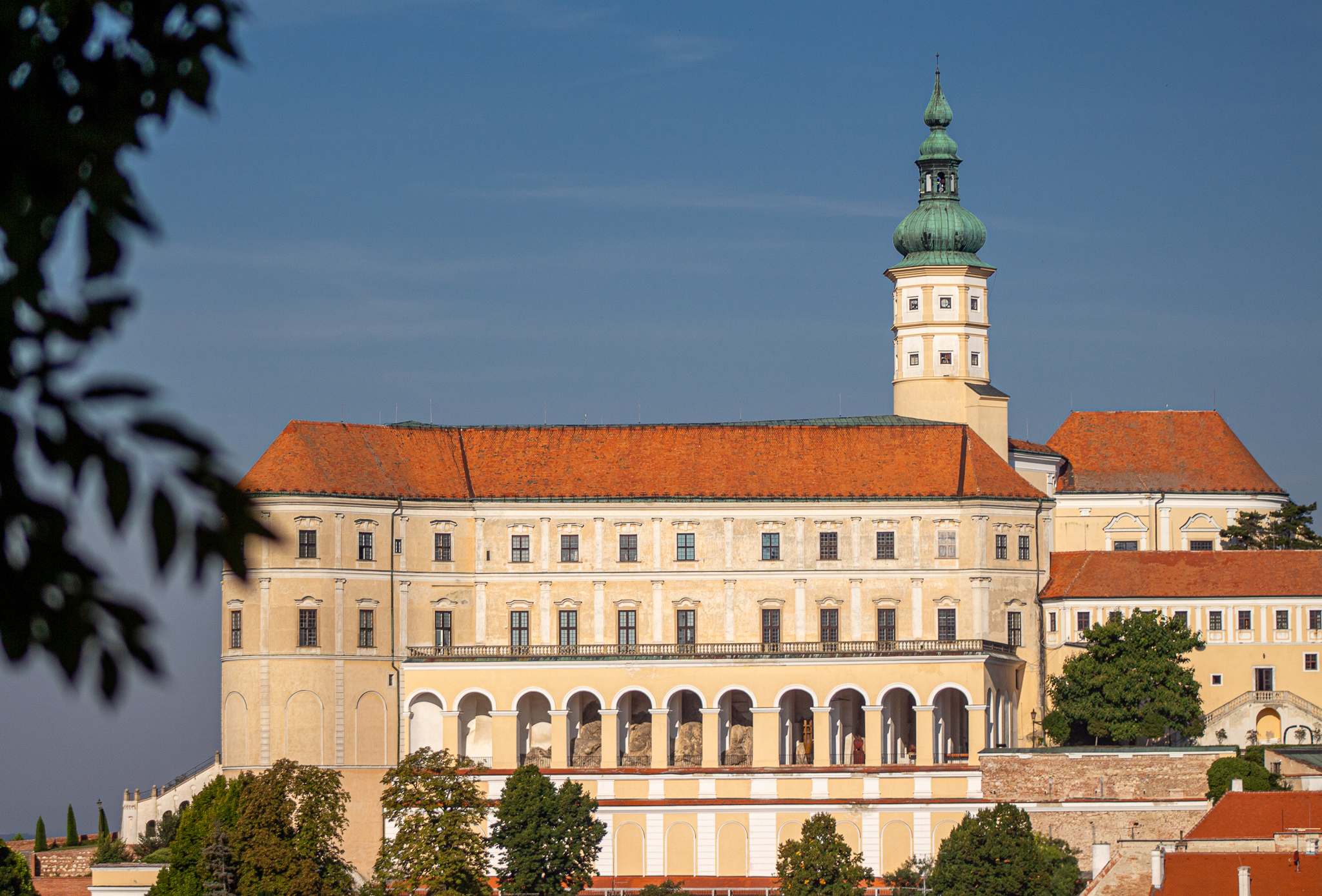
Zámek Mikulov, dědictví Alexandriny z Ditrichštejna

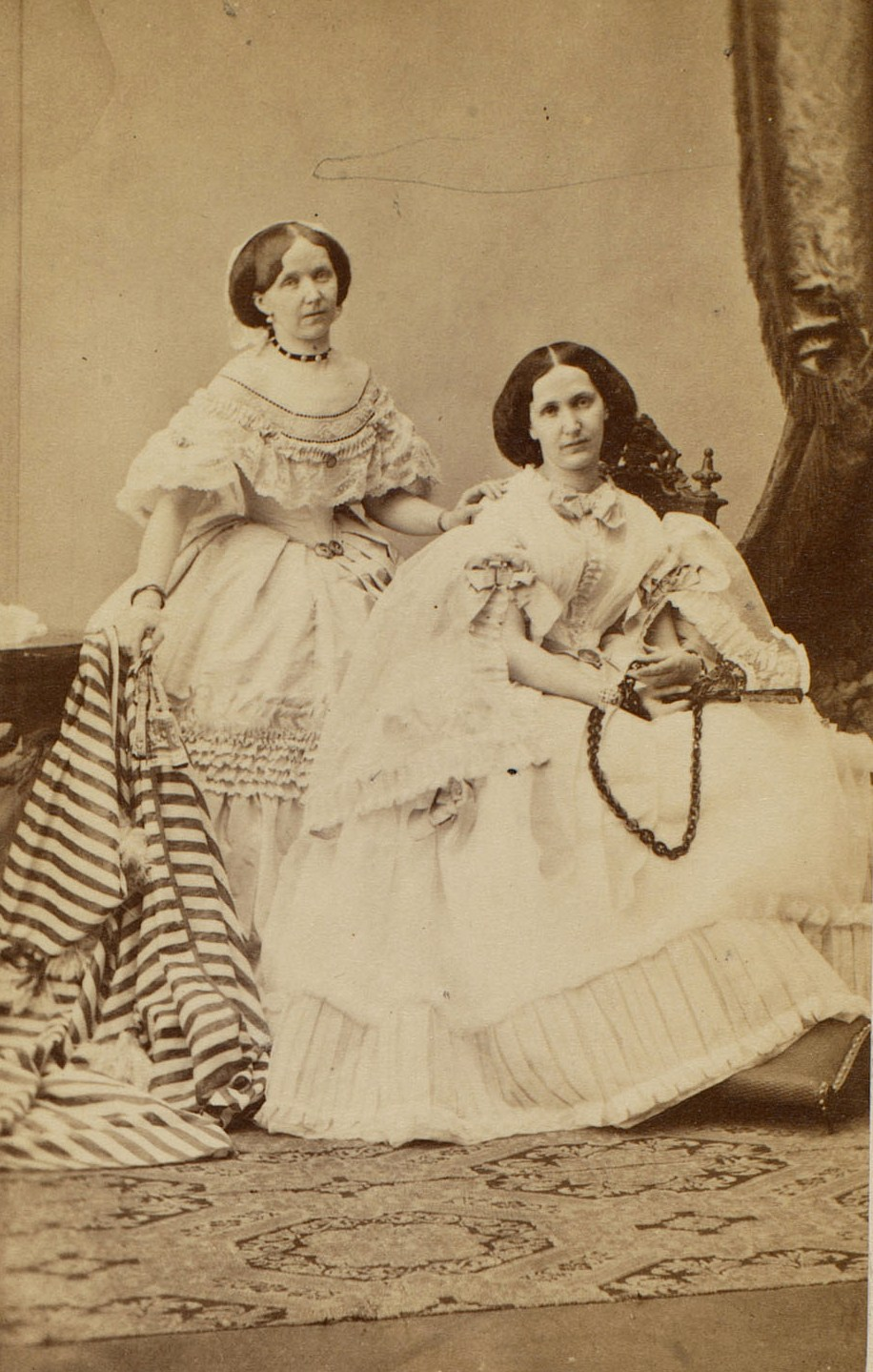
Alexandrina (vlevo) a její sestra Klotylda

Narodila se v Praze jako druhorozená dcera knížete Josefa z Ditrichštejna (1798–1858) a jeho manželky Gabriely, rozené Vratislavové z Mitrovic (1804–1880), dcery dlouholetého zemského maršálka Josefa Antonína Vratislava z Mitrovic. Spolu se svými sestrami měla od dětství nárok na apanáž 3 000 zlatých ročně vyplácených z rodového majetku. Z Josefových dcer zůstala nejdéle svobodná (vdávala se až ve třiatřiceti letech). Její sňatek byl otázkou rodové a společenské prestiže, jejím manželem se stal hrabě Alexandr Mensdorff-Pouilly (1813–1871) z francouzské šlechtické rodiny s vazbami na evropské panovnické rodiny. Seznámili se v roce 1853 v Praze, ale vzali se až o čtyři roky později ve Vídni, na úspěšném dokončení procesu seznámení měly značný podíl její sestry, zvláště Klotylda.
Krátce po Alexandřině svatbě zemřel její otec Josef a na základě předchozí uzavřené dohody s posledním ditrichštejnským knížetem, prastrýcem Mořicem (1775–1864), došlo k jednání o rozdělení rodového dědictví mezi čtyři sestry. Ditrichštejnský majetek na Moravě, v Čechách a Rakousku byl rozdělen na čtyři díly, které měly stejnou hodnotu (1 800 000 zlatých). Rozdělení proběhlo formou losování v červnu 1862 na zámku v Mikulově. Alexandrině připadl velkostatek Mikulov a jeden z vídeňských paláců (Minoritenplatz 3). K mikulovskému velkostatku patřilo 3 650 hektarů půdy, šest mlýnů, dva pivovary a jedna továrna, později došlo k pokusům o těžbu uhlí u Bulhar. Hned po převzetí majetku přistoupila Alexandra s manželem ke stavebním úpravám mikulovského zámku (1865-1867).
Stejně jako její sestry, tak i Alexandrina osobně spravovala zděděný majetek až do své smrti, manžel Alexandr ani jejich synové Hugo a Albert po dobu jejího života do hospodářského chodu velkostatků vůbec nezasahovali. Ze svých sester projevila Alexandrina také největší ambice, které vycházely z toho, že její manžel zastával vysoké funkce a měl řadu vlivných příbuzných. Zajímala se o politiku a ještě dlouho po ovdovění udržovala kontakty s příbuznými svého manžela, například s britskou královnou Viktorií. Po smrti prastrýce Mořice a vymření Ditrichštejnů začala usilovat o získání knížecího titulu a jména Ditrichštejn. K zachování rodinné tradice se cítila povolána mimo jiné jako dědička nejdůležitějšího z ditrichštejnských majetků. Z hlediska prvorozenství sice mohla podobný nárok vznést starší sestra Terezie, ta se jej ale pro své potomky ve prospěch Alexandriny vzdala. Ani Alexandr Mensdorff-Pouilly nebyl úplně ztotožněn s rezignací na své rodové jméno, Alexandrina ale nakonec dosáhla svého a Alexandr obdržel v roce 1869 titul kníže Ditrichštejn na Mikulově, hrabě Mensdorff-Pouilly (Fürst Dietrichstein zu Nikolsburg, Graf von Mensdorff-Pouilly). Alexandrina byla c.k. palácovou dámou a dámou Hvězdového řádu. Zemřela ve Vídni, pohřbena je v Ditrichštejnské hrobce v Mikulově.

## Potomstvo
- 1. Marie Gabriela (1858–1889), manžel 1887 Hugo Leopold hrabě Kálnoky (1844–1928), c.k. tajný rada, komoří, generálmajor, dědičný člen rakouské panské sněmovny (podruhé se oženil se sestřenicí své první manželky Marií Františkou Herbersteinovou)
- 2. Hugo Alfons, 2. kníže Dietrichstein-Mensdorff-Pouilly (1858–1920), c.k. tajný rada, komoří, generálmajor, dědičný člen rakouské panské sněmovny
- 3. Albert Viktor (1861–1945), diplomat, rakousko-uherský velvyslanec ve Velké Británii 1904–1914
- 4. Klotylda Vilemína (1867–1942), manžel 1897 Albert Jiří hrabě Apponyi (1846–1933), c.k. tajný rada, komoří, uherský ministr vyučování, předseda uherské poslanecké sněmovny

### Rozdělení ditrichštejnského dědictví mezi dcery knížete Josefa Ditrichštejna
| Dědička                                                 | Velkostatky, nemovitosti | Hodnota podílu    | Čistá hodnota podílu po odečtení pasiv a dorovnání finanční hotovostí |
| ------------------------------------------------------- | --- | ----------------- | --------------------------------------------------------------------- |

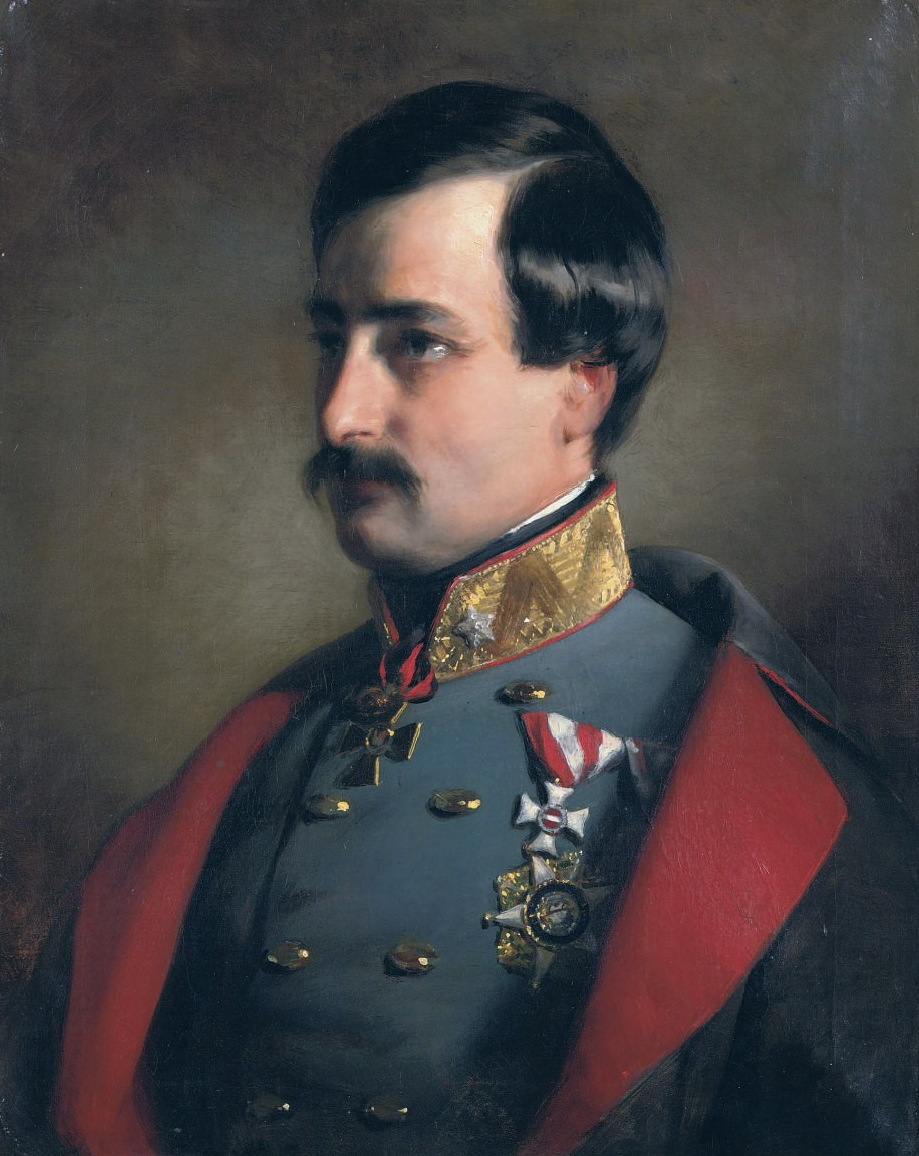
Alexandrinin manžel hrabě Alexandr Mensdorff-Pouilly (1813–1871), rakouský ministr zahraničí 1864–1866

| Terezie Herbersteinová (1822–1895)                      | Dolní Kounice, Grad (dnešní Slovinsko), Ristovec (dnešní Slovinsko) palác ve Vídni (Herrengasse 1) (jako nejstarší dcera převzala již v roce 1858 gundakarovský fideikomis (Libochovice, Budyně nad Ohří, Vlachovo Březí) | 1 772 209 zlatých | 1 846 020 zlatých                                                     |
| Alexandrina Dietrichstein-Mensdorff-Pouilly (1824–1906) | Mikulov palác ve Vídni (Minoritenplatz 3) | 1 760 091 zlatých | 1 846 020 zlatých                                                     |
| Gabriela Hatzfeldová (1825–1908)                        | Lipník nad Bečvou, Hranice, Helfštýn vila ve Weidinglau | 1 720 190 zlatých | 1 846 020 zlatých                                                     |
| Klotylda Clam-Gallasová (1828–1899)                     | Polná, Přibyslav, Vojnův Městec, Žďár nad Sázavou železárny Staré Ransko, palác ve Vídni (Währinger Strasse 30) | 1 688 864 zlatých | 1 846 020 zlatých                                                     |